# ジョン・トマス・オニール (ラグビー選手)
ジョン・トマス・オニール（John Thomas O'Neil, 1898年10月4日 – 1950年3月25日）は、アメリカ合衆国のラグビーユニオン選手。1920年アントワープオリンピックと1924年パリオリンピックに出場した。
彼は2度のオリンピックにアメリカ代表チームの一員として参加し、それぞれ金メダルを獲得した。